# Francisco Peñuela (wielrenner)
Francisco Joel Peñuela Sandoval (1 februari 2001) is een Venezolaans wielrenner.

## Carrière
In 2023 werd Peñuela, achter Gil Gelders, tweede in de Ruota d'Oro. Een jaar later behaalde hij zijn eerste profzege door namens Rádio Popular-Paredes-Boavista een etappe te winnen in de Ronde van Portugal. In september haalde hij de finish van de wegwedstrijd op het wereldkampioenschap niet.
In 2025 werd Peñuela prof bij Caja Rural-Seguros RGA. Zijn debuut voor de ploeg maakte hij in de Grote Prijs Castellón, waar hij op plek 86 eindigde.

## Palmares

### Overwinningen
2024
7e etappe Ronde van Portugal

### Resultaten in voornaamste wedstrijden
| Jaar |  | WK op de weg |
| ---- |  | ------------ |
| 2024 |  | opgave       |

## Ploegen
- 2020 –  Gios Kiwi Atlántico (stagiair vanaf 1 augustus)
- 2023 –  Israel Premier Tech Academy
- 2024 –  Rádio Popular-Paredes-Boavista
- 2025 –  Caja Rural-Seguros RGA